# 阿维莫尔
阿维莫尔（英语：Aviemore(/ˌæviˈmɔər/)；苏格兰盖尔语：An Aghaidh Mhòr），是英国苏格兰高地行政区的一个城镇。总人口2,440（2006年）。该地为一旅游地，以滑雪等冬季项目为主。